# Nicola Codronchi
Nicola Codronchi (Imola, 1751 – Napoli, 1818) è stato un filosofo ed economista italiano.

Saggio filosofico, 1783
(Fondazione Mansutti, Milano).

Appartenente alla nobiltà, dopo la laurea in giurisprudenza proseguì gli studi approfondendo la matematica, spinto dal padre Innocenzo Codronchi. In seguito entrò alla corte del regno di Napoli, prima con Ferdinando I e poi con Giuseppe Bonaparte, da cui ottenne la nomina a consigliere di Stato. Le sue opere più celebri sono un trattato sull'etica e il Saggio filosofico su i contratti e giochi d'azzardo (1783), in cui affronta con semplicità l'argomento del calcolo delle probabilità. Codronchi distingue in tre classi di contratti aleatori: quelli in cui è noto il rapporto tra eventi favorevoli contrari, quelli in cui questo rapporto è fondato sull'esperienza, quelli in cui il rapporto si basa su leggi sicure e in parte sull'esperienza.
Il 9 maggio 1784 divenne socio dell'Accademia delle scienze di Torino.
Un monumento lo ricorda al cimitero del Piratello di Imola.